# Коркодел (Јаши)
Коркодел (рум. Corcodel) насеље је у Румунији у округу Јаши у општини Граждури. Oпштина се налази на надморској висини од 227 m.

## Становништво
Према подацима из 2002. године у насељу је живело 37 становника, од којих су сви румунске националности.